# 한국 정교회의 성인 달력
이 문서는 한국 정교회의 성인(聖人) 축일을 표시한 달력이다.

## 1월
- 1월 1일: 성 대 바실리오스.
- 1월 3일: 말라키아.
- 1월 4일: 70인 사도.
- 1월 5일: 성 테오펨프토스와 성 테오나스.
- 1월 6일: 주 예수 그리스도의 신현.
- 1월 10일: 니사의 성 그레고리오스.
- 1월 11일: 성 테오도시오스.
- 1월 12일: 성녀 따띠안나.
- 1월 13일: 성 헤르밀로스와 성 스트라토니코스.
- 1월 17일: 성 안토니오스.
- 1월 18일: 성 아타나시오스와 성 키릴로스.
- 1월 20일: 성 에프티미오스.
- 1월 21일: 성 막시모스.
- 1월 21일: 성 네오피토스.
- 1월 22일: 성 디모테오스.
- 1월 22일: 성 아나스타시오스.
- 1월 24일: 성 세니아.
- 1월 26일: 성 세노폰.
- 1월 28일: 성 에프렘.
- 1월 30일: 3대 교부들.

## 2월
- 2월 3일: 성 시메온과 성녀 안나.
- 2월 4일: 성 이시도로스.
- 2월 5일: 성녀 아가타.
- 2월 6일: 콘스탄디누폴리스 총대주교 성 포티오스.
- 2월 6일: 성 부콜로스.
- 2월 7일: 성 파르테니오스.
- 2월 8일: 성 즈가리야.
- 2월 9일: 성 니세포로스.
- 2월 10일: 성 하랄람보스.
- 2월 11일: 성 브라이스.
- 2월 11일: 성녀 테오도라.
- 2월 12일: 성 멜레티오스.
- 2월 13일: 성 마르티니아노스.
- 2월 15일: 성 오니시모스.
- 2월 16일: 성 팜필리오스.
- 2월 25일: 제79대 콘스탄디누폴리스 총대주교 성 타라시오스.
- 2월 26일: 성 폴피리오스.
- 2월 26일: 성녀 포티니.
- 2월 27일: 성 프로코피오스.

## 3월
- 3월 2일: 성 이시히오스.
- 3월 3일: 성 에브트로피오스와 성 크레오니코스, 성 지노스, 성 조이리스.
- 3월 5일: 성 코논.
- 3월 8일: 성 테오필라크토스.
- 3월 9일: 40인 순교자.
- 3월 10일: 성 코드라토스.
- 3월 11일: 성 소프로니오스.
- 3월 15일: 성 아가피오스.
- 3월 16일: 성 사비노스.
- 3월 16일: 성 흐리스토둘로스.
- 3월 17일: 성 알렉시오스.
- 3월 20일: 의로운 교부들.
- 3월 24일: 성모 희보 전야제.
- 3월 25일: 성모 희보.
- 3월 26일: 대천사 가브리엘.
- 3월 27일: 성녀 마트로나.
- 3월 28일: 성 힐라리온.
- 3월 30일: 성 요한 클리마코스
- 3월 31일: 성 히파티오스.

## 4월
- 4월 2일: 성 티토스.
- 4월 3일: 성 니키타스.
- 4월 6일: 콘스탄디누폴리스 총대주교 성 에프티히오스.
- 4월 7일: 성 칼리오피오스와 성 루피노스, 성녀 아킬리나.
- 4월 9일: 성 에프시키오스.
- 4월 10일: 성 테렌스.
- 4월 11일: 성 안디바스.
- 4월 15일: 성 크레센스.
- 4월 20일: 성 자케오.
- 4월 21일: 성 이아누아리오스.
- 4월 22일: 성 테오도로스.
- 4월 23일: 성 게오르기오스.
- 4월 25일: 성 마르코.
- 4월 29일: 성 야손, 성 소시바드로스.
- 4월 30일: 성 야고보.

## 5월
- 5월 2일: 성 마르코.
- 5월 3일: 성 디모테오와 성녀 마브라.
- 5월 4일: 성녀 벨라기아.
- 5월 5일: 성녀 이리니.
- 5월 6일: 욥.
- 5월 7일: 거룩한 십자가의 발현.
- 5월 8일: 성 요한 신학자.
- 5월 8일: 성 아르세니오스.
- 5월 9일: 이사야.
- 5월 9일: 성 크리스토포스.
- 5월 10일: 시몬.
- 5월 11일: 성 모키오스.
- 5월 12일: 성 에피파니오스.
- 5월 12일: 콘스탄디누폴리스 총대주교 성 게르마노스.
- 5월 13일: 성녀 클리케리아.
- 5월 15일: 성 파코미오스.
- 5월 15일: 성 아킬리스.
- 5월 20일: 성 타라레오스.
- 5월 21일: 성 콘스탄티누스와 성녀 헬레나.
- 5월 22일: 성 바실리코스.
- 5월 24일: 성 시메온.
- 5월 26일: 성 칼포스와 성 알페오.
- 5월 27일: 성 아라디오스.
- 5월 28일: 성 에브티히오스.
- 5월 29일: 성녀 테오도시아.
- 5월 30일: 성 이사아키오스.
- 5월 31일: 성 헤르미아스.

## 6월
- 6월 1일: 그리스도 승천.
- 6월 2일: 콘스탄디누폴리스 총대주교 성 니키포로스.
- 6월 3일: 성 루시리아노스, 성녀 바블라.
- 6월 4일: 콘스탄디누폴리스 총대주교 메트로파네스.
- 6월 4일: 성녀 마르타.
- 6월 5일: 성 도로테오스.
- 6월 10일: 성 알렉산드로스, 성녀 안토니나.
- 6월 11일: 성 바르톨로메오, 성 바르나바.
- 6월 12일: 성 오누프리오스.
- 6월 13일: 성녀 아킬리나.
- 6월 15일: 아모스.
- 6월 16일: 성 티혼.
- 6월 17일: 성 마노엘, 성 사벨, 성 이즈마엘.
- 6월 18일: 성 레온티오스, 성 히파티오스, 성 테오둘로스.
- 6월 20일: 성 메토디오스.
- 6월 21일: 성 율리아노스.
- 6월 21일: 성 테렌티오스.
- 6월 22일: 성 유세비오스.
- 6월 24일: 세례자 요한.
- 6월 25일: 성녀 페브로니아.
- 6월 26일: 티흐빈의 성모.
- 6월 29일: 성 베드로, 성 바오로.
- 6월 30일: 12사도.

## 7월
- 7월 2일: 성모의 고결한 의상.
- 7월 6일: 성 시소에스.
- 7월 8일: 성 프로코피오스.
- 7월 11일: 성녀 올가.
- 7월 15일: 성 키리고스, 성녀 율리다
- 7월 16일: 성 아테오겐노스.
- 7월 17일: 성녀 마리나.
- 7월 18일: 성 에밀리아노스.
- 7월 20일: 엘리야.
- 7월 22일: 성녀 막달레나 마리아.
- 7월 23일: 에제키엘.
- 7월 24일: 성녀 크리스티나.
- 7월 25일: 성녀 안나의 안식.
- 7월 25일: 성녀 올림피아.
- 7월 26일: 성 헤르몰라오스.
- 7월 27일: 성 판델레이몬.
- 7월 28일: 성 프로호로스, 성 니카도르, 성 티몬, 성 파르메나스.
- 7월 29일: 성 칼리니코스.

## 8월
- 8월 6일: 주 예수 그리스도 변모.
- 8월 9일: 성 마티아.
- 8월 13일: 성 막시모스, 성녀 에프도키아.
- 8월 15일: 성모 안식.
- 8월 19일: 성 요한 에우데스
- 8월 22일: 성 아가토니고스.
- 8월 24일: 성 바르톨로메오.
- 8월 26일: 성녀 나탈리아.
- 8월 29일: 세례자 요한 참수.

## 9월
- 9월 3일: 성 안티모스, 성 하리돈, 성녀 바실리사.
- 9월 4일: 성 바빌라스.
- 9월 6일: 성 로밀로스.
- 9월 8일: 성모 탄생.
- 9월 9일: 성 요아킴, 성녀 안나.
- 9월 14일: 십자가 현양.
- 9월 16일: 성녀 에피피마, 성녀 멜레티니.
- 9월 17일: 성녀 소피아, 성녀 피스티스, 성녀 엘피타, 성녀 아가페.
- 9월 22일: 성 포카스.
- 9월 24일: 성녀 테크라.
- 9월 27일: 성 요한.
- 9월 28일: 바룩.

## 10월
- 10월 1일: 성 로마노스.
- 10월 3일: 성 디오니시오스.
- 10월 6일: 성 토마스.
- 10월 15일: 성 루기아노스, 성 사비노스.
- 10월 17일: 호세아.
- 10월 18일: 성 루가.
- 10월 19일: 요엘.
- 10월 20일: 성 게라시모스.
- 10월 22일: 성 아베르기오스, 성녀 글리게리아.
- 10월 23일: 성 야고보.
- 10월 24일: 성 아레타스.
- 10월 25일: 성 마르키아노스, 성 마르티리오스, 성녀 다비타.
- 10월 26일: 성 디미트리오스.
- 10월 27일: 성 네스도르.
- 10월 30일: 성 지노비오스, 성녀 지노비아, 성녀 클레오파.
- 10월 31일: 제2대 콘스탄디누폴리스 총대주교 스타키스.

## 11월
- 11월 5일: 대천사들.
- 11월 9일: 성 넥타리오스.
- 11월 10일: 성 마르세니오스.
- 11월 11일: 성 미나스.
- 11월 12일: 성 요한.
- 11월 13일: 성 요한 크리소스토모스.
- 11월 14일: 성 필립보.
- 11월 15일: 성녀 사모나.
- 11월 16일: 성 마태오.
- 11월 19일: 오바디야.
- 11월 21일: 성모 입당.
- 11월 23일: 성 알필로히오.
- 11월 26일: 성 니콘.
- 11월 30일: 초대 콘스탄디누폴리스 총대주교 성 안드레아.

## 12월
- 12월 1일: 나훔.
- 12월 2일: 하바꾹.
- 12월 4일: 성녀 바르바라.
- 12월 5일: 성 사바스, 성 디오게니스.
- 12월 6일: 성 니콜라우스.
- 12월 8일: 성 바타비오.
- 12월 9일: 성녀 안나.
- 12월 12일: 성 스피리돈.
- 12월 15일: 성 엘렙프테리오스.
- 12월 16일: 하깨.
- 12월 18일: 성 세바스티아노스.
- 12월 22일: 성녀 아나스타시아.
- 12월 24일: 성녀 에브게니아.
- 12월 26일: 성 에브티미오스.
- 12월 27일: 성 스테파노.
- 12월 30일: 성녀 아니시아.

## 같이 보기
- 동로마 기년법